# Турки в Германии

Неофициальный флаг турецкой диаспоры в Германии

Турки в Германии (нем. Türken in Deutschland, тур. Almanya Türkleri) — граждане или постоянные жители ФРГ, родившиеся в Германии, являющиеся этническими турками и/или имеющие полное или частичное турецкое, а также турецко-курдское происхождение. Турки являются самой многочисленной группой иностранцев в Германии (17,1 % из всех иностранцев, по данным 2015 г.). В значительной степени сохраняют родной — турецкий язык, религию (ислам), приверженность родным традициям, музыке и культуре. При этом, естественный прирост населения в турецкой диаспоре (1,2-1,5 % в год) остаётся значительным.

## История

### Ранние поселения
Германские государства контактировали с турками с XVII и XVIII веков, когда Османская империя пыталась расширить свои территории за пределами северных Балкан. Две осады Вены были предприняты турками в 1529 и 1683 годах. После отступления армии Османской империи осталось большое количество турок, которые впервые стали постоянно жить в Германии.

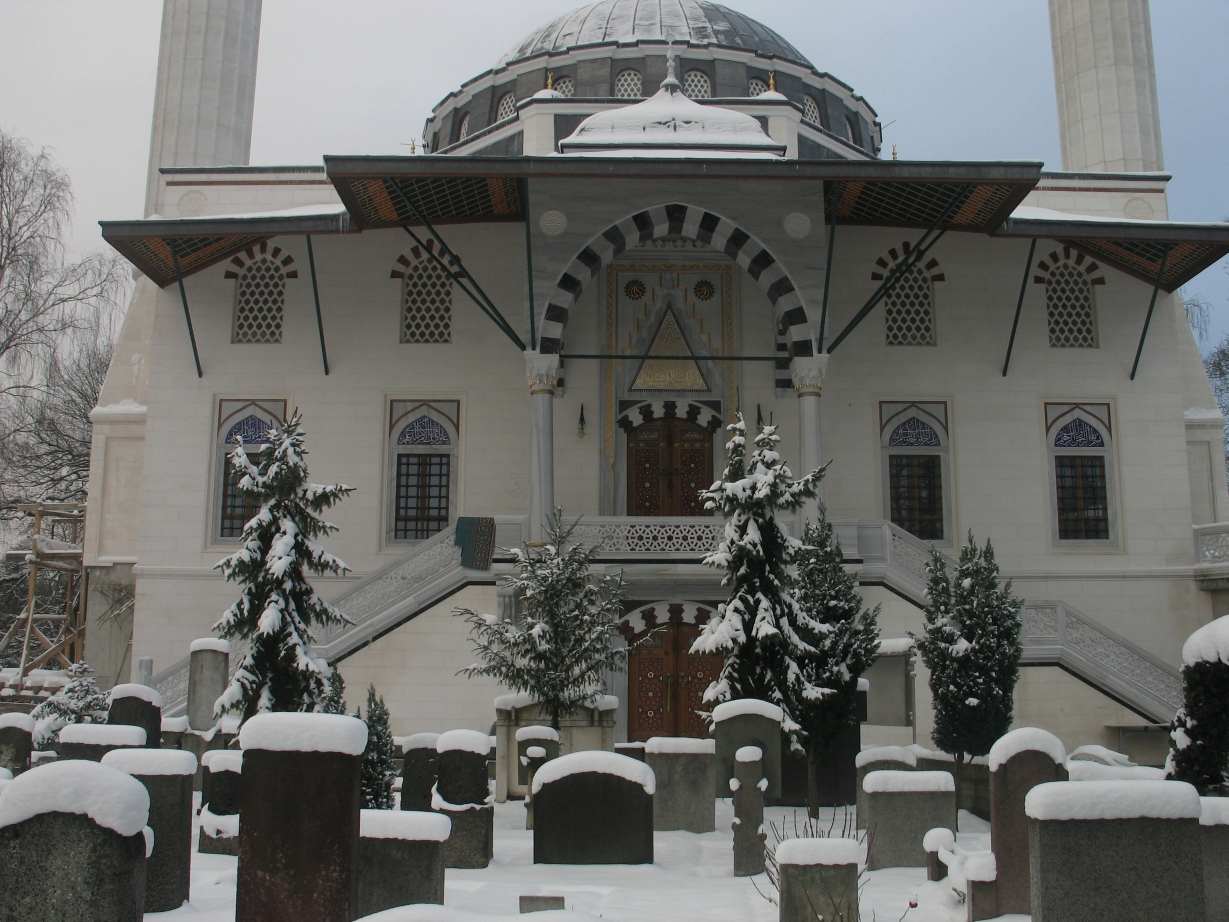
Турецкое кладбище в Берлине около мечети в османском стиле, построенной в 1863 году

Новый этап начался с экспансией Пруссии в середине XVIII века. В 1731 году герцог Курляндии представил 20 турецких гвардейцев королю Фридриху Вильгельму I, также в одно время, как утверждается, 1000 мусульманских солдат служили в прусской кавалерии. Увлечение прусского короля Просвещением нашло отражение во внимании к религиозным потребностям его мусульманских солдат.
В 1740 году Фридрих Великий заявил (в контексте подтверждения терпимости католиков): «Все религии равны и хороши, если их приверженцы являются честными людьми. И если бы турки и язычники прибыли и захотели бы жить в нашей стране, мы бы и им построили мечети и молельни»
На практике, уже первому контингенту турецких гвардейцев была дана возможность использовать молельные комнаты по воскресеньям. Вскоре возникла необходимость создания турецкого мусульманского кладбища в Берлине, на котором мечеть была окончательно достроена в 1866 году.
Дипломатические отношения между Берлином и Константинополем (современный Стамбул) были установлены в XVIII веке, и к XIX веку были подписаны торговые договоры между двумя городами. Эти события вызвали взаимную миграцию граждан между Османской империей и немецкими государствами. В результате турецкая диаспора в Германии, а особенно в Берлине, существенно выросла в годы перед Первой мировой войной.
| Год        | 1878 | 1893 | 1917  | 1925  | 1933 | 1938  | 1945 |
| Количество | 41   | 198  | 2,046 | 1,164 | 585  | 3,310 | 79   |

### Иммиграция в Германию
Крупномасштабная иммиграция турецких рабочих с начала 1960-х годов была вызвана, с одной стороны, высоким ростом населения и массовой безработицей в Турции, а с другой, потребностью в рабочих в северо-западной Европе. Западная Германия, как и остальные страны Западной Европы, начала испытывать дефицит рабочей силы с начала 1950-х. Наём рабочих из средиземноморских стран был простым способом решения этой проблемы. В 1961 году строительство Берлинской стены усугубляет дефицит, ограничив приток иммигрантов из ГДР. Турция в это же время сталкивается с высоким уровнем безработицы. Турецкое правительство предложило Германии нанимать турецких гастарбайтеров. Министр труда и общественных дел Теодор Бланк выступал против таких соглашений. Он считал, что культурный разрыв между Германией и Турцией слишком велик, кроме того Германия не нуждается в новых рабочих, потому что в бедных районах Германии достаточно безработных, которые могут занять эти рабочие места. Однако США оказали определённое политическое давление на Германию. Это было необходимо для стабилизации ситуации в Турции. Немецкое министерство иностранных дел после этого начало переговоры и в 1961 году соглашения о найме турецких рабочих были подписаны. Давление со стороны немецких работодателей в 1962 и 1963 годах сыграло ключевую роль в отмене двухлетнего лимита на пребывание турецких рабочих в Западной Германии.
Договоры о найме в 1961 году резко увеличили приток в Германию рабочих из Турции, сделав её основной принимающей страной для турецких гастарбайтеров. В 1961 году в Германию иммигрировали всего 7 116 турецких рабочих, но их число быстро росло. Уже в 1971 году в Германии жили и работали 652 тыс. турецких граждан, а в 1981 году — 1 млн 546 тыс. В результате, к 1973 году около 80 % всех турок Западной Европе жили в Германии, и хотя эта доля уменьшилась до 70 % к 1990 году, Германия остаётся основной страной поселения турецких иммигрантов. Большинство турок, как и большинство немцев, были убеждены, что турецкие гастарбайтеры находятся в Германии временно и наступит такой день, когда они вернутся в Турцию для начала новой жизни, используя заработанные деньги. Во время рецессии 1966—1967 годов количество турок, уезжающих из Германии, существенно выросло, как и во время первого нефтяного кризиса 1973 года. Последний рост количества уезжающих в 1981—1984 годах был вызван массовой безработицей в Германии и политикой материального поощрения реэмиграции турок. Но в итоге число иммигрантов, которые вернулись в Турцию, оставалось относительно небольшим, и их отъёзд не остановил быстрый рост турецкого населения Германии.

### Воссоединение семей
В 1970-е годы примерно 400 000 турецких рабочих вернулось в Турцию, а остальные воспользовались правом на воссоединение семьи, чтобы их семьи переехали к ним в Германию. Как результат, между 1974 и 1988 годами количество турок в Германии практически удвоилось, нормализовалось соотношение полов, а возрастная структура стала существенно моложе, чем у немецкого населения, из-за большего числа детей на семью. К 1987 году 21 % этнических немцев были моложе 21 года, тогда как среди турок в Германии эта цифра составляла 42 %. Рецессия 1967 года временно приостановила процесс найма новых работников, когда же он возобновился, то их состав сильно изменился, так как BfA (Bundesversicherungsanstalt für Angestellte) предоставлял рабочие визы преимущественно женщинам. Это было отчасти связано с продолжающимся дефицитом рабочей силы в низкооплачиваемых малопрестижных областях сферы услуг; а отчасти с процессом воссоединения семей. Воссоединение семей было решением предполагаемой социальной угрозы со стороны иностранных рабочих, одиноких мужчин, живущих в общежитиях и имеющих лишние средства. Многие жёны переезжали к своим мужьям, но также приезжали женщины, которые надеялись в дальнейшем перевести своих мужей и детей в Германию. Кроме того, турецкие рабочие имели возможность заработать достаточно средств для того, чтобы вернуться домой, жениться и перевезти своих жён в Германию, особенно после того, как закон 1974 года об объединении семей существенно облегчил этот процесс. К 1976 году 27 % турок в Германии составляли женщины.

### Падение Берлинской стены
Падение Берлинской стены в 1989 году и объединение Западной и Восточной Германии вызвало широкие общественные дебаты о проблемах национальной идентичности и гражданства, включая место турецкого меньшинства в будущем объединённой Германии. Эти дебаты сопровождались проявлением ксенофобии и насилия на национальной почве по отношению к турецкому населению. Антииммигрантские настроения были особенно сильны на территориях бывшей Восточной Германии, которые претерпели существенные социальные и экономические преобразования в процессе объединения. Турецкая диаспора опасалась за свою безопасность на территории Германии, так как было зарегистрировано около 1 500 случаев насилия на национальной почве. Политическая риторика, призывающая к созданию зон, свободных от иммигрантов (Ausländer-freie Zonen), и подъём неонацистского движения вызвал широкую поддержку среди либеральных немцев противоположной идеи Германии как ‘мультикультурного’ общества. Законы о гражданстве по месту рождения, а не происхождению, были приняты только в 2000 году, а ограничения на двойное гражданство действуют до сих пор. Однако число турок второго поколения, сделавших выбор в пользу немецкого гражданства, увеличивается, и они всё активнее участвуют в политической жизни.
Степень ассимиляции турецких иммигрантов в Германии различается в зависимости от таких факторов, как возраст, уровень образования, религиозность, место рождения и т. д. Так как основную массу турецких иммигрантов в течение многих лет составляли не городские жители, а выходцы из сёл Анатолии, их ассимиляция происходила особенно трудно и длительно. Малообразованные, очень религиозные и не склонные к социальным контактам с немцами люди старшего поколения в основном жили внутри своих довольно изолированных общин и соприкасались с немцами преимущественно только во время работы. Их дети и, особенно, внуки, в гораздо большей степени ассимилированы и нередко чувствуют себя полноценными гражданами Германии. Типичным представителем молодого поколения иммигрантов, например, является 23-летний Мете Каан Яаман (Mete Kaan Yaman), ставший победителем конкурса красоты Мистер Германия в 2009/2010 году. Говорящий по-немецки без малейшего акцента и по своему менталитету не отличающийся от молодых немцев, Мете Каан Яман представляет собой пример успешной ассимиляции. Примером успешной ассимиляции турецкого иммигранта среднего возраста можно назвать немецкого государственного и политического деятеля, сопредседателя партии Зелёных Джема Оздемира. Тем не менее, в целом, турецкая община Германии пока сделала лишь первые шаги в сторону полной интеграции.

## Демография
| Год  | Количество | Год  | Количество |
| ---- | ---------- | ---- | ---------- |
| 1961 | 7 116      | 1986 | 1 425 721  |
| 1962 | 15 300     | 1987 | 1 481 369  |
| 1963 | 27 100     | 1988 | 1 523 678  |
| 1964 | 85 200     | 1989 | 1 612 632  |
| 1965 | 132 800    | 1990 | 1 694 649  |
| 1966 | 161 000    | 1991 | 1 779 586  |
| 1967 | 172 400    | 1992 | 1 854 945  |
| 1968 | 205 400    | 1993 | 1 918 395  |
| 1969 | 322 400    | 1994 | 1 965 577  |
| 1970 | 469 200    | 1995 | 2 014 320  |
| 1971 | 652 800    | 1996 | 2 049 060  |
| 1972 | 712 300    | 1997 | 2 107 426  |
| 1973 | 910 500    | 1998 | 2 110 223  |
| 1974 | 910 500    | 1999 | 2 053 564  |
| 1975 | 1 077 100  | 2000 | 1 998 536  |
| 1976 | 1 079 300  | 2001 | 1 998 534  |
| 1977 | 1 118 000  | 2004 | 1 764 318  |
| 1978 | 1 165 100  | 2006 | 1 738 831  |
| 1979 | 1 268 300  | 2007 | 1 713 551  |
| 1980 | 1 462 400  | 2008 | 1 688 370  |
| 1981 | 1 546 300  | 2009 | 1 658 083  |
| 1982 | 1 580 700  | 2010 | 1 629 480  |
| 1983 | 1 552 300  | 2011 | 1 607 161  |
| 1984 | 1 425 800  |      |            |
| 1985 | 1 400 400  |      |            |

На 31 декабря 2009 года в Германии находилось 1 658 083 турецких граждан (870 472 мужчины и 787 611 женщин), что составляет 24,8 % всех иностранцев, таким образом являясь крупнейшим национальным меньшинством Германии. Официальное число турок в Германии, имеющих турецкое гражданство, снижается, в основном из-за того, что многие берут немецкое гражданство, а с 2000 года дети, рождённые в Германии, имеют право на получение немецкого гражданства.
В 2005 году насчитывалось 840 000 немецких граждан турецкого происхождения. Общее же число жителей Германии, имеющих турецкие корни, составляло в 2009 году примерно 2 812 000 человек или 3,4 % населения Германии. Другие оценки показывают, что в настоящий момент в Германии живут более 4 миллионов людей турецкого происхождения.

### Территориальное распределение
Турки в Германии преимущественно проживают в крупных городских агломерациях. Около 60 % турецких иммигрантов живёт в крупных городах, ещё примерно четверть в небольших. Подавляющее большинство живут на территории бывшей Западной Германии. Большинство живёт в индустриальных регионах, таких как Северный Рейн-Вестфалия и Баден-Вюртемберг, в рабочих окраинах таких крупных городов, как Берлин (особенно в Кройцберге, который известен как Маленький Стамбул, и Нойкёльне), Кёльн, Дуйсбург, Дюссельдорф, Франкфурт, Маннгейм, Майнц, Мюнхен и Штутгарт.

### Структура
Возрастной состав турок в Германии принципиально отличается от немецкого населения. В то время, как четверть немцев составляют люди старше 60 лет, среди турок таких только 5 %. 1973 год является важной вехой в связи с историческим развитием и изменениями, которые произошли в социальной структуре турецких мигрантов. Это связано в первую очередь с процессом воссоединения семей. Примерно 53 % иммигрировали в Германию через воссоединение семьи и уже 17 % проживающих в Германии турок родились в стране.
Доля мужчин и женщин сбалансировалась примерно в 1960-х. 54,2 % турок в Германии составляют мужчины, 45,8 % — женщины. 50,5 % — люди в возрасте от 14 до 29 лет, тогда как среди немцев таких только 25 %. 33,8 % — в возрасте от 33 до 49, среди немецкого населения таких 32 %. Только 15,7 % турок старше 50 лет, тогда как среди немцев таких 43 %. Таким образом турки в Германии в среднем существенно моложе немцев.

### Характеристики
Власти Германии не ведут статистику по этническому признаку, а классифицируют этнические группы выходцев из Турции, как имеющих турецкое национальное происхождение. Это приводит к тому, что этнические меньшинства из Турции также называются «турками». Тем не менее, от одной четвёртой до одной пятой части турок в Германии, являются этническими курдами (приблизительно 750 000 человек). Кроме того, количество этнических турок, иммигрировавших в Германию из Болгарии, Кипра, Греции, Северной Македонии, Румынии и других традиционных регионов проживания турок, которые были частью Османской империи, неизвестно, так как такие иммигранты учитываются по их гражданству, а не по турецкому этническому происхождению.

## Культура

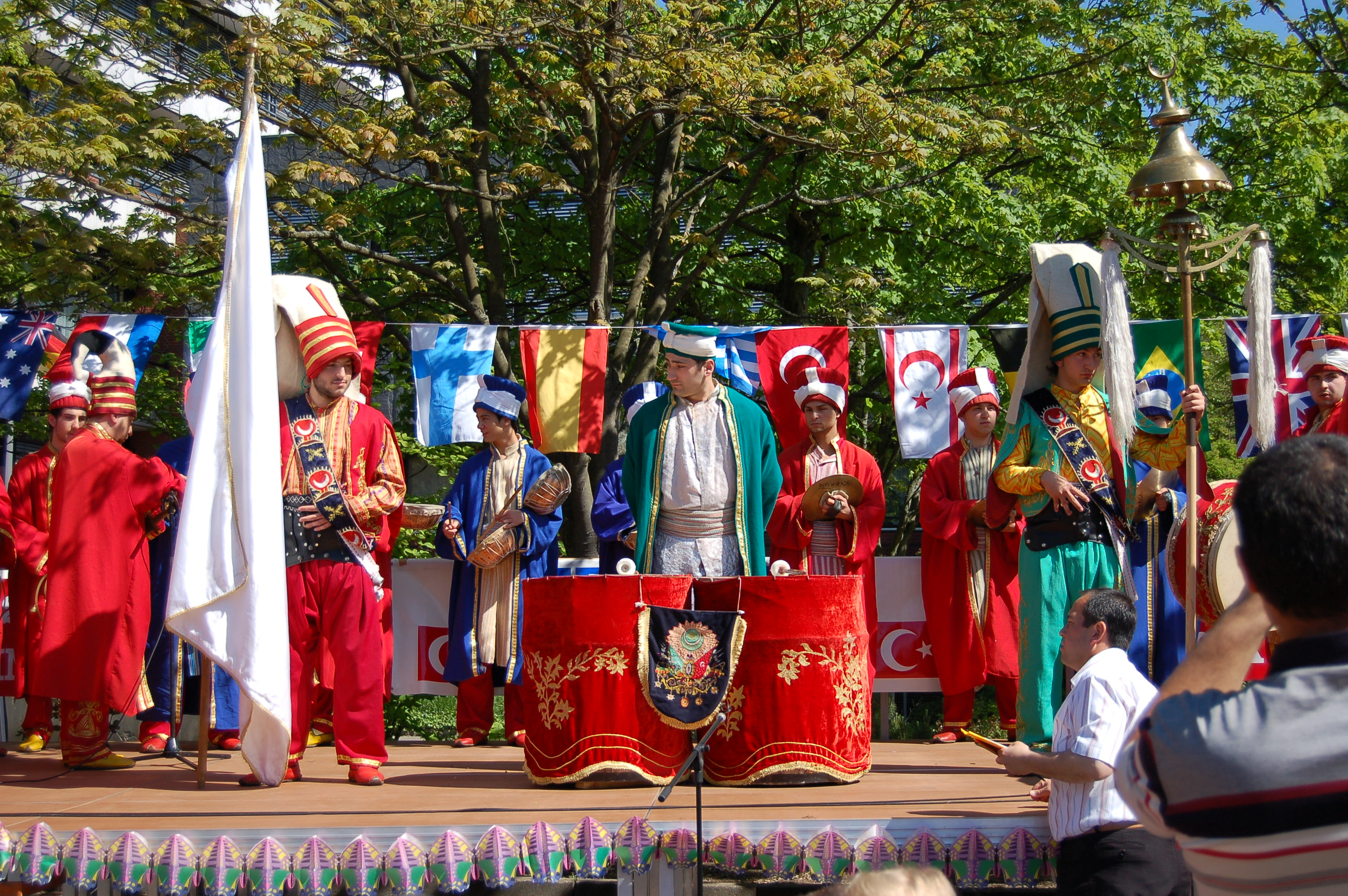
Турецкий детский фестиваль 2007 года в Итерзене

В связи с географической близостью Германии и Турции, культурный обмен и влияние страны происхождения по-прежнему остаются значительными среди турецкого меньшинства. Кроме того, большинство турок второго поколения имеют культурные и эмоциональные связи как со страной происхождения родителей, так и со страной, где они проживают и в которой собираются остаться. Большинство турок живут в двух конфликтующих культурах с различными моделями поведения. На работе или в школе, как правило, доминирует немецкая культура, тогда как в свободное время социальные связи происходят в рамках этнических групп турецкой культуры. В первом поколении мигрантов социальные связи были практически полностью турецкими, и сейчас для второго и третьего поколения это разделение остаётся не менее значимым.

### Язык
Турецкий язык — второй язык Германии. Второе и третье поколения турок обычно говорят по-турецки с немецким акцентом и даже с влиянием немецких диалектов. Некоторые меняют свой турецкий язык добавлением немецких грамматических и синтаксических конструкций. Большинство учит турецкий язык дома, в общении с соседями и в турецкой диаспоре. Некоторые посещают турецкие занятия в местных школах, тогда как остальные учат турецкий язык как иностранный, такая возможность сейчас предоставляется во многих немецких школах. В некоторых землях Германии турецкий даже официально утверждён в списке предметов для сдачи при окончании школы (en:Abitur). По данным на 2010 год, каждый пятый турок в Германии плохо или никак не владел немецким языком.
Ввиду компактного проживания турецкой диаспоры во многих крупных городах Германии процесс интеграции может происходить слабо, особенно среди турецкой молодёжи, из неблагополучных социальных слоёв. В результате чего вместо немецкого языка значительная часть молодёжи использует для общения искажённую речь, в которой выделяются заметный турецкий акцент, упрощённая грамматика (в речи полностью отсутствуют все артикли и почти все предлоги. Многие немецкие слова заменяются аналогами из турецкого или арабского языка (исламские термины) или же используются уникальные неологизмы, свойственные лишь для данной речи. Речь не имеет официального названия, но в народе известна, как Kanak Sprak, (образовано от ругательного слова лиц южной национальности). При этом общение на канакише в некоторой степени считается модным среди турецкой молодёжи, таким образом они подчёркивают своё национальное самосознание и противопоставляют себя «большой немецкой культуре». Поэтому канакиш пользуется большой популярностью в современном немецком репе, так как многие её исполнители имеют турецкое происхождение и подражают «черному сленгу», распространённому среди чёрного населения в США. При этом в последние годы элементы канакиша можно встретить в разговоре немецкой молодёжи.

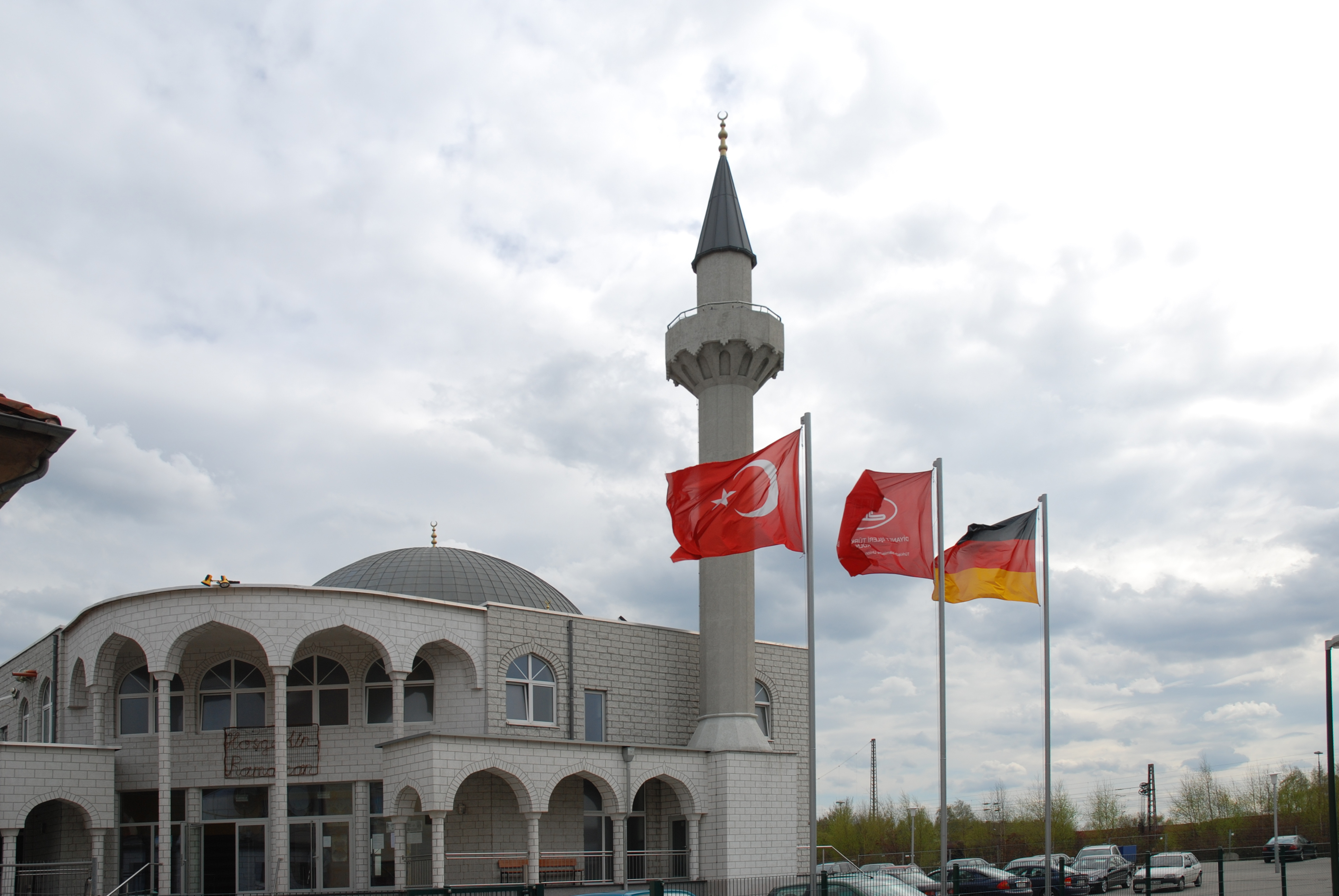
Мечеть Селимие в Люнене.

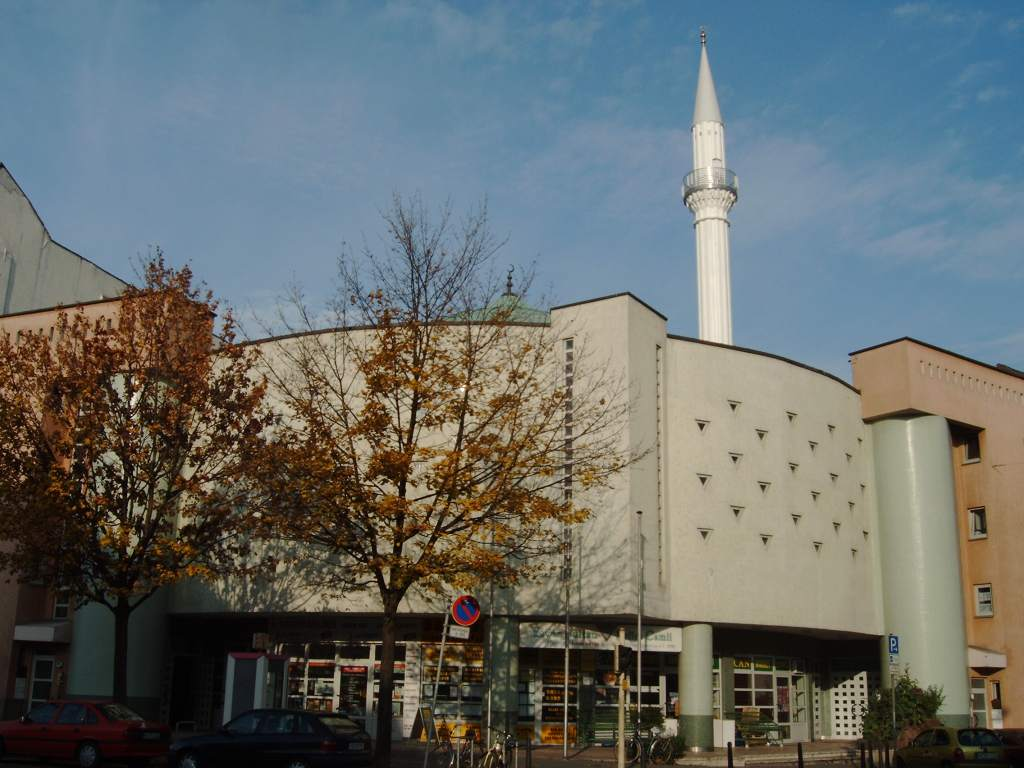
Мечеть Явуз Султан Селим в Мангейме — самая большая мечеть в Германии.

### Религия
Турки — основная мусульманская этническая группа в Германии. Фактически, в 1960-е годы турок было синонимом слова мусульманин. По данным на 2009 год, турки составляли 63,2 % мусульманского населения Германии Таким образом, ислам в Германии в основном представлен турками. Религия для турок в Германии имеет особенно важное значение по причинам, более связанным с национальной самоидентификацией, чем с собственно верой. Более чем другие проявления их культуры, ислам рассматривается как та особенность, которая наиболее сильно отличает турок от большинства немецкого населения.

## Интеграция и адаптация
| Год  | Количество | Год  | Количество |
| ---- | ---------- | ---- | ---------- |
| 1982 | 580        | 1996 | 46 294     |
| 1983 | 853        | 1997 | 42 420     |
| 1984 | 1 053      | 1998 | 59 664     |
| 1985 | 1 310      | 1999 | 103 900    |
| 1986 | 1 492      | 2000 | 82 861     |
| 1987 | 1 184      | 2001 | 76 573     |
| 1988 | 1 243      | 2002 | 64 631     |
| 1989 | 1 713      | 2003 | 56 244     |
| 1990 | 2 034      | 2004 | 44 465     |
| 1991 | 3 529      | 2005 | 32 661     |
| 1992 | 7 377      | 2006 | 33 388     |
| 1993 | 12 915     | 2007 | 28 861     |
| 1994 | 19 590     | 2008 | 25 230     |
| 1995 | 31 578     | 2009 | 24 647     |

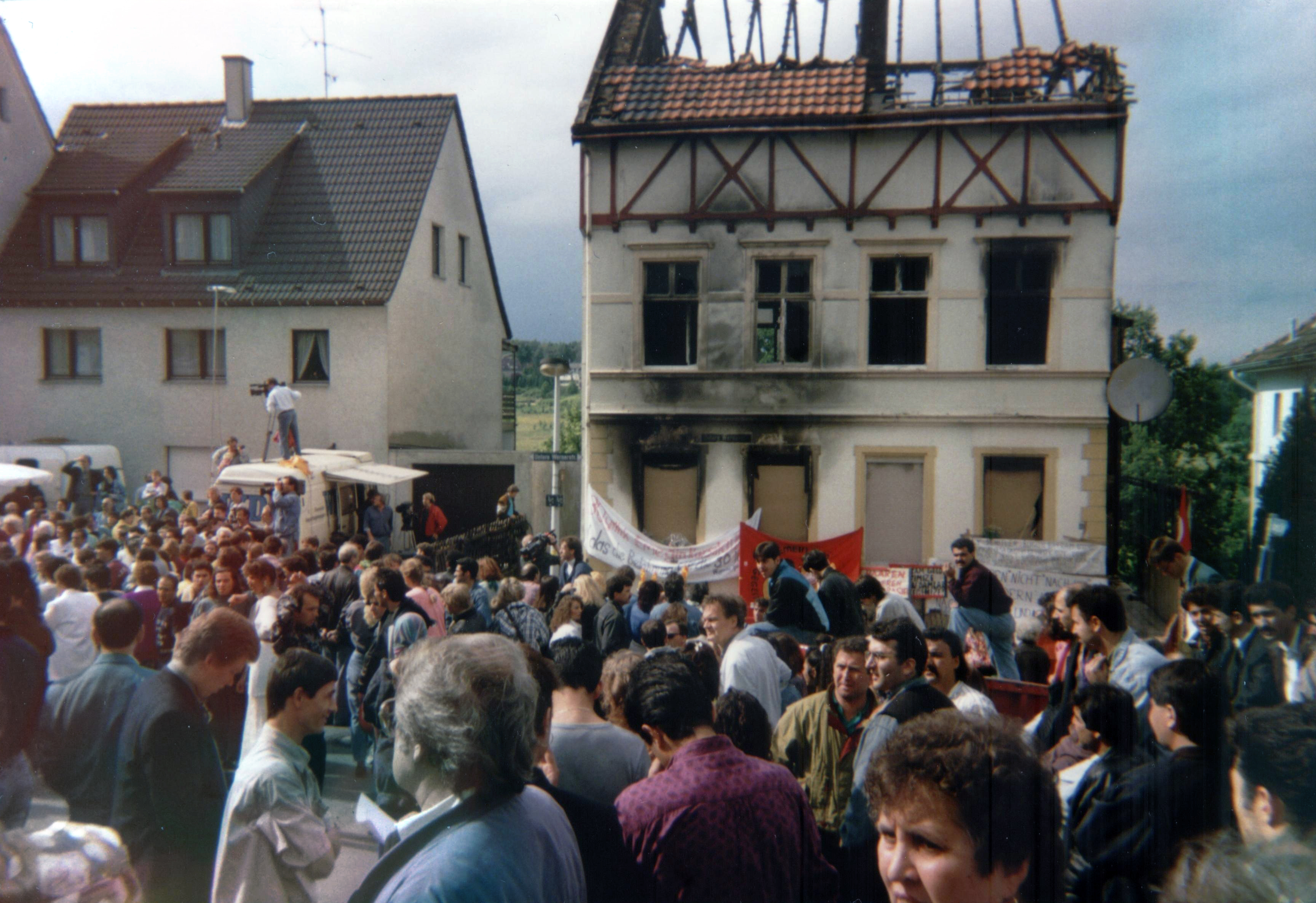
Демонстрация турок и немцев перед домом в Золингене, сгоревшем в результате поджога неонацистами в 1993 году, который стал одним из наиболее жестоких случаев насилия по отношению к иммигрантам в современной Германии.

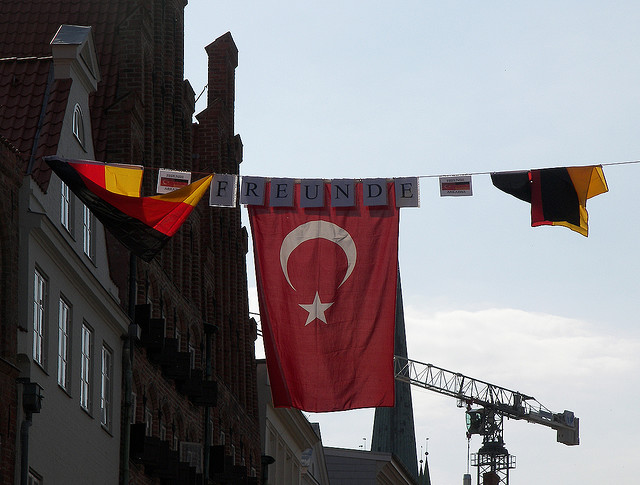
Флаги Германии и Турции в Любеке во время Евро 2008. Надпись 'Freunde' переводится с немецкого как 'друзья'.

Интеграционные процессы в турецкой среде проходят крайне медленно в силу ряда причин, среди которых главными являются:
- 1) устойчивость немецкой культуры и национальной идентичности; большая разница в менталитете между коренным населением и турецкой диаспорой;
- 2) замедленная социальная мобильность в немецком обществе в целом, отсутствие перспективы быстрого повышения социального статуса;
- 3) социальная политика немецких властей, гарантирующая сносное существование слабоинтегрированным в немецкое общество группам населения;
- 4) унаследованная от трудовой миграции система отношений между «добытчиками» и «иждивенцами» в рамках турецкой диаспоры. В результате этого, «иждивенцы» (преимущественно женщины) часто не имеют работы и, следовательно, возможности интегрироваться в немецкоязычную среду;
- 5) малое количество смешанных браков. Следствие пп. 1 и 4. Турецкие мигранты предпочитают жениться на вывозимых из Турции турчанках, что позволяет им сохранять традиционную систему семейных отношений. Учитывая большую занятость мигрантов, воспитанием детей в таких семьях в основном занимаются жёны. Как результат, мигранты во втором поколении ещё меньше адаптированы к жизни в Германии, чем их отцы;
- 6) родившиеся в Германии турки (см. выше) имеют больше шансов на получение гражданства и, соответственно, на больший объём социальных выплат. Это не стимулирует турецкую молодёжь интегрироваться в немецкое общество.
- 7) существование оптимальных возможностей для культурной самоизоляции турецких иммигрантов: турки Германии могут ежедневно смотреть турецкое телевидение, слушать турецкое радио, читать турецкие газеты, использовать турецкие интернет-ресурсы и т. д. Например, согласно исследованиям немецких социологов, более 50 процентов турецких иммигрантов предпочитают смотреть турецкие телепрограммы нежели немецкие[67].

### Дискриминация
Модель дискриминации турок в немецком обществе заключается в поддержании их низкого экономического и социального статуса, а также ограничении их социального развития. Несмотря на долговременное пребывание в Германии, турки продолжают сталкиваться с враждебностью, которая усилилась с середины 1970-х годов. Волна насилия на национальной почве, которая достигла своего максимума между 1991 и 1993 годами, показала, как не интегрированы и уязвимы остаются национальные меньшинства в немецком обществе.
Число актов насилия со стороны немцев в Германии резко возросло в период между 1990 и 1992 годах. 25 ноября 1992 года трое турок были убиты в результате поджога в Мёльне (Западная Германия). Это нападение вызвало серьёзное недоумение, так как жертвы не являлись беженцами и не проживали в общежитии.
Аналогичный случай произошёл 29 мая 1993 года в городе Золинген в земле Северный Рейн-Вестфалия, где в результате поджога пять членов семьи, которая проживала в Германии в течение 23 лет, сгорели заживо. Однако часть немцев осудили эти нападения на иммигрантов и участвовали в шествия со свечами в память о жертвах.
Грег Нис в своей работе о Германии, написанной в 2000 году, заявил, что «Консервативные немцы принципиально против предоставления туркам гражданства из-за того, что они мусульмане и имеют более тёмный цвет кожи».
В 2013 году из архивов британского правительства стало известно, что в 1982 году тогдашний канцлер Германии Гельмут Коль поделился с тогдашней премьер-министром ВБ Маргарет Тэтчер своими планами за четыре года вдвое сократить долю турецких граждан в Германии, численность которых тогда составляла 1.5 млн человек, поскольку они не слишком хорошо вливались в немецкое общество.

### Гражданство
Согласно предыдущей версии немецкого законодательства, дети, рождённые от иностранцев в Германии, не имели право на немецкое гражданство, так как законодательство базировалось на jus sanguinis (право крови). Но это было изменено в 1991 году и с 1999 года немецкий закон о гражданстве признает jus soli (право почвы), то есть люди, рождённые в Германии, теперь могут претендовать на гражданство. В 2000 году было принято законодательство, которое даёт немецкое гражданство всем детям иностранцев, рождённым после 1990 года в Германии, и был облегчён процесс натурализации. Но двойное гражданство разрешено только для граждан Евросоюза и Швейцарии, а остальные (включая граждан Турции) должны в возрасте от 18 до 23 лет выбрать, какое гражданство они хотят сохранить, и отказаться от других паспортов. Если один из родителей является гражданином Германии, то законодательство не требует отказа от немецкого гражданства в случае сохранения гражданства иных государств. Это положение сильно критикуется либеральными партиями Германии и множеством институтов, занимающихся германо-турецкими отношениями, называя его неправильным, так как даже второе поколение турецких иммигрантов, родившихся в Германии, рассматриваются как граждане второго сорта, несмотря на значительный вклад их родственников в немецкое экономическое чудо и восстановление Германии после Второй мировой войны.

## Политическое поведение
Турки были слабо вовлечены в немецкую политику, так как первое поколение турецких иммигрантов рассматривали своё пребывание в Германии как временное. Кроме того, лишь немногие турки имеют немецкое гражданство и внимание большинства турок сосредоточено на турецкой, а не на немецкой политике. Однако в последние годы наблюдается значительный рост участия турок в политической жизни Германии, даже тех, кто не имеет немецкого гражданства. Из-за позиции в поддержку иммиграции и натурализации множество турок поддерживают Социал-демократическую партию Германии (СДПГ). После выборов в бундестаг 2005 года опрос показал, что почти 90 % из них проголосовали за альянс СДПГ во главе с Герхардом Шрёдером и Партии зелёных. В настоящее время множество парламентариев — как на местном, так и на федеральном уровнях — имеют турецкое происхождение. В 2008 году рождённый в Германии турок второго поколения Джем Оздемир стал сопредседателем Партии зелёных Германии.

## Освещение в кинематографе
Жизнь турок в Германии показана во многих фильмах, в частности немецкого режиссёра турецкого происхождения Фатиха Акына («Головой о стену», 2004; «На краю рая», 2007). Также в немецком сериале «Турецкий для начинающих»

## Хронология
| Дата             | Событие |
| ---------------- | --- |
| 1961             | Двусторонние соглашения о найме рабочей силы с Турцией. Центральный офис по найму открывается в Стамбуле, и к концу года уже 7 000 турецких рабочих проживают в Германии. |
| 1962             | Основание в Кёльне Союза турецких рабочих, первой турецкой социальной и политической организации в Германии. |
| Март 1962        | Противоречивая информация о ставках налогообложения зарплаты приводит к забастовке турецких шахтёров в Эссене и Гамбурге. 26 рабочих уволены и депортированы. |
| 15 июня 1963     | Основание ежемесячной газеты Anadolu для турок, проживающих в Германии. |
| 1964             | Западногерманское радио начинает трансляции на турецком языке под названием Köln Radyosu на всей территории Западной Германии. |
| 30 сентября 1964 | Продление соглашений о найме рабочей силы между Западной Германией и Турцией. |
| 1965             | WDR и ZDF начинают производство телесериалов Соседи, Наша Родина/Ваша Родина, а затем Вавилон, предназначенных для турецкой аудитории. |
| 1965             | 2 700 турок проживают в Западном Берлине. Иностранные рабочие, которые проработали в Западной Германии в течение пяти лет теперь могут автоматически продлить разрешение на работу, независимо от того, являются ли они гражданами европейских стран.                              |
| 1967             | Основание Турецкого Союза (Türk Federasyonu). |
| 1971             | Три ежедневных турецких газеты: Aksam (Вечер), Tercüman (Переводчик) и Hürriyet (Свобода) издают версии для мигрантов в Германии. |
| 21 июля 1972     | Турецкий генконсул Метин Кусдалоглу в аэропорте Мюнхена приветствует Неджати Гювена, пятисоттысячного рабочего, нанятого в Стамбульском офисе по найму. |
| 1973             | Турки составляют 23 % всех иностранцев, проживающих в Германии. Забастовка на заводе компании Ford в Кёльне приводит к дебатам в прессе о «политизации иностранных рабочих». |
| 30 июля 1973     | Журнал Шпигель выходит с заголовком на обложке «Гетто в Германии — 1 миллион турок» |
| 23 ноября 1973   | Западная Германии останавливает наем иностранных рабочих. Многие гастарбайтеры, опасаясь неизбежных антииммиграционных законов, перевозят свои семьи в Германию, что приводит к увеличению численности иммигрантов, а не уменьшению, к которому стремилось немецкое правительство. |
| 1975             | Правительство Западной Германии принимает указ, запрещающий иностранцам селиться в районах и областях, где количество иностранцев превышает 12 % от всего населения. |
| 8 декабря 1981   | Законодательство Западной Германии запрещает детям старше 16 лет переезжать к своим родителям в Германию. Детям младше этого возраста также не разрешается иммиграция в Германию, если в их родной стране проживает хотя бы один из родителей.                                     |
| 26 мая 1982      | Семра Эртан поджигает себя на рыночной площади Гамбурга в знак протеста против роста ксенофобии. |
| 28 Ноября 1983   | Новый закон о поощрении желания вернуться (Das Gesetz zur Förderung der Rückkehrbereitschaft) предлагает безработным гастарбайтерам 10 500 немецких марок для возврата в страну происхождения. Только 13 000 человек воспользовались этой возможностью.                            |

| Дата           | Событие |
| -------------- | --- |
| 9 ноября 1989  | Падение Берлинской стены |
| 1990           | Турецкая телерадиокомпания начинает ежедневные трансляции в Германии. |
| 1991           | Эмине Зевги Оздамар, актриса и писательница турецкого происхождения, проживающая в Берлине, получает премию в области немецкой литературы Ingeborg Bachmann Prize. Это вызывает значительные споры о состоянии «немецкой» литературы. |
| 22 ноября 1992 | Поджог в Мёльне (Шлезвиг-Гольштейн), в результате которого погибает три турецких женщины. |
| 29 мая 1993    | Поджог в Золингене, в результате которого погибает пять членов турецкой семьи, которая прожила в Германии 23 года. Данное нападение привело к множеству протурецких демонстраций против ксенофобии и к публичному дискуссии о ультраправом экстремизме и скинхедах в Германии. |
| 30 июня 1993   | Натурализация иностранцев регулируется законом о гражданстве 1913 года и рядом специальных актов. В целях содействия интеграции иностранцев, которые родились в Германии, выросли там или жили по крайней мере 15 лет, они имеют юридическое право на натурализацию согласно разделу 85ff закона об иностранцах с поправками, внесёнными в этот день. |
| 1993           | Команды Немецкой футбольной лиги приняли участие в проекте «В мире друг с другом», одев униформу со слоганом 'Мой друг — иностранец'. |
| 1994           | Лейла Онур и Джем Оздемир стали первыми избранными депутатами Бундестага турецкого происхождения. |
| Январь 1998    | По данным Министерства внутренних дел в Германии проживает 9,37 млн иностранцев, в том числе 2,11 млн турок. |
| Июль 1998      | Избирательная платформа ХДС направлена на сокращение иммиграции с помощью сокращения субсидируемого государством жилья для иностранцев и запрещения возможности двойного гражданства. В земле Баден-Вюртемберг введён запрет на преподавание мусульманским женщинам, пока они покрывают голову платком. |
| Ноябрь 1998    | Вновь назначенная комиссаром по делам иностранцев Марилуизе Бек (Партия Зелёных) планирует разработать образ Германии как «страны иммиграции». После судебного конфликта в Берлине между школьным округом и Исламской федерацией, берлинские школы могут легально предоставлять исламское образование для учащихся. Попытки через Федеральный конституционный суд запретить Баварии депортировать в Турцию 14-летнего правонарушителя, который родился в Германии, потерпели неудачу. |
| 2000           | 7,3 миллиона иностранцев легально проживают в Германии; 2 миллиона из них являются турецкими гражданами, из которых 750 тыс. родились в Германии. |
| 2000           | Новый закон о гражданстве вступает в силу. Дети иностранцев, рождённые в Германии, автоматически получают немецкое гражданство, в случае если один из родителей легально проживал в Германии как минимум восемь лет. Дети также могут иметь гражданство страны происхождения родителей, но должны к 23 годам отказаться от двойного гражданства в пользу одной из стран. |
| 2010           | Канцлер Ангела Меркель заявила, что последние годы продемонстрировали полный провал концепции мультикультурализма в Германии. |
| 2019           | Белит Онай избран главой Ганновера. Это первый в истории случай когда этнический турок возглавил администрацию одного из городов Германии. |